# Distant Lights
Distant Lights är Burials andra EP som släpptes 2006 på skivbolaget Hyperdub.

## Låtlista
Alla låtar är komponerade av Burial.
| Nr | Titel                        | Längd |
| -- | ---------------------------- | ----- |
| 1. | Distant Lights (Kode9 Remix) | 4:25  |
| 2. | Distant Lights               | 5:23  |
| 3. | Pirates                      | 6:07  |
| 4. | Gutted                       | 4:38  |